# コッホ先生と僕らの革命
『コッホ先生と僕らの革命』（コッホせんせいとぼくらのかくめい、原題：Der ganz große Traum）は、2011年のドイツの伝記映画。監督はセバスチャン・グロブラー、出演はダニエル・ブリュール、ブルクハルト・クラウスナー、ユストゥス・フォン・ドホナーニなど。ドイツにおける「サッカーの父」と称されるコンラート・コッホ（1846年 - 1911年）を描いた作品である。

## ストーリー
1874年。コンラート・コッホはイギリス留学を終えて母校のブラウンシュヴァイクにあるギムナジウム「カタリネウム校」にドイツでは初となる「英語教師」として赴任した。しかし、資本者階級の子息が多いこの学校では「反英主義」に傾倒する生徒たちが多く、イギリス帰りのコッホに対しては快く思わず授業を真面目に受けようとはしなかった。そんなある日、コッホは授業中に突然生徒たちを体育館に向かわせ、イギリスから持ち帰ったサッカーボールを見せ、当時ドイツではほとんど知られていなかったサッカーを教え始めた。はじめはやる気のなかった生徒たちもサッカーの面白さを知ると、サッカーを通じて英語も積極的に学ぶようになり、フェアプレイの精神と共に自由と平等の理念をも身につけて行く。そして、クラスのリーダー格で最もコッホに反抗的だったフェリックスもコッホを受け入れ、それまで執拗に虐めていたクラスで唯一の労働者階級の生徒ヨストとも打ち解けるようになる。しかし、そんなコッホをフェリックスの父親で地元の名士であるハートゥングは「反ドイツの社会主義者」と見なし、ありとあらゆる手を使ってコッホとヨストを追い出そうとする。そんな中、ヨストに呼び出されて屋敷を逃げ出そうとしたフェリックスが怪我をしたことでハートゥングの怒りが爆発、遂にヨストを退学させ、コッホをクビにする。ところがコッホが学校を去ろうとすると、そこにコッホのイギリス留学時代の友人がイングランドのサッカーチームの子供たちを連れて現れる。またちょうどその日は政府の役人がサッカーの教育への有用性を確かめるための視察にやって来る日であった。こうしてコッホらは政府の役人や地元の人々が見守る中、イングランドのサッカーチームと試合をすることになる。生徒らはクラスで最もサッカーのうまいヨストを呼び戻すと、ヨストの活躍でイングランドのチームを打ち負かす。地元の人々は歓喜し、はじめは「ドイツ的ではない」と否定的に見ていた政府の役人らも最終的には試合を楽しむ。この試合をきっかけに、サッカーはドイツの人々に受け入れられるようになったのである。
映画の冒頭に「電信で電報が直ちにベルリンに届くようになった」という台詞があり電鍵が映っている。この電気通信はシナリオ進行に重要な役割を演じている。

## キャスト
コンラート・コッホ
演 - ダニエル・ブリュール、日本語吹替 - 鈴木達央
主人公。英語教師。
グスタフ・メアフェルト
演 - ブルクハルト・クラウスナー、日本語吹替 - 北川勝博
カタリネウム校の校長。コッホの理解者。
リヒャルト・ハートゥング
演 - ユストゥス・フォン・ドホナーニ、日本語吹替 - 田中正彦
地元の名士。カタリネウム校にも大きな権限を持つ。
フェリックス・ハートゥング
演 - テオ・トレブス
クラスのリーダー格の生徒。リヒャルトの息子。
ヨスト・ボーンシュテッド
演 - アドリアン・ムーア、日本語吹替 - 釘宮理恵
フェリックスらにいじめられている生徒。クラスでただ一人の労働者階級の出身。
クララ・ボーンシュテッド
演 - カトリン・フォン・シュタインブルク、日本語吹替 - 井上まひろ
ヨストの母。息子が学を付けて技師になることを願っている。

## 現実のコンラート・コッホ
コンラート・コッホは実在した人物ではあるが、映画や小説の注意書きにあるように、この物語は大幅に脚色されたフィクションである。実際のコンラート・コッホは、英語教師ではなく古典語（ギリシア語・ラテン語）教師であり、ドイツ第二帝政期の他の多くの教師たちと同じように、純粋なナショナリストであった。彼がイギリス生まれのフットボールに魅了されたのは、大学時代にトマス・ヒューズの『トム・ブラウンの学校生活』を読み、イギリスのパブリック・スクールがスポーツ教育によって荒廃した学校の改革に成功したことを知ったからである。彼が自らの母校でもあったマルチノ・カタリニウム・ギムナジウム（ドイツの高校）に古典語教師として赴任したとき、イギリスのパブリック・スクールと同じように、マルチノ・カタリニウム・ギムナジウムも荒廃していた。そこで体操教師（当時のドイツでは「体育」ではなく「ドイツ式体操」がおこなわれていた）のオウグスト・ヘルマンと共に、体操の授業の一部にフットボールを取り入れるように提案したのである。強いナショナリズムをもつ他校の体操教師たちからは、イギリス生まれのスポーツを導入することに強い抵抗と批判を受けたが、コッホはイギリスの文化を真似るのではなく、フットボールをドイツ式の文化にするのだと説明し、すべての専門用語をドイツ語に翻訳した。ちなみに、ハンドボールは、彼らの体操改革の取り組みのなかで、女子にも適した（当時の考え方）室内での（サッカーとは逆に手を使う）球技として発明されたものである。コッホが荒れた生徒たちと親密な交流をもったことは事実であろうと推測されており（彼自身は「走りのコッホ」と呼ばれ、生徒たちとランニングを楽しんでいたようである）、彼の訳語が現代でもドイツサッカーの専門用語として使用されている（彼の意図通り「フットボールのドイツ化」の実現）という意味では、確かにコッホは「ドイツ・フットボール（ドイツ語でフースバル）の父」であった。だが、正確には、彼はサッカー推進派ではなく、ラグビー推進派であった。その理由は激しいゲームの方が当時の荒れた生徒（ドイツの学校には「決闘文化」と「飲酒（パブ）文化」が根強く残っていた。それらの文化が学校荒廃の原因でもあった）たちを惹きつけやすかったことである。そのため彼が学校に導入したフットボールもラグビーであったし、ドイツではじめて文章化したルールブックも、ラグビーのそれであった。つまり、彼がドイツ語に訳した「フースバル」は、当時はラグビーを指していたのである。後年、ドイツの国民にサッカーの方が好んで実践されるようになり、スポーツをドイツに広めようとする中央組織からサッカーのルールブックを作成するように依頼があった時に、コッホははじめてサッカーのルールブックを作成したのである。

## 受賞
- ヨコハマ・フットボール映画祭 2013年 最優秀監督賞 コンラート・コッホ